# يو مي
يو مي هي لاعب كرة مضرب كورية جنوبية، ولدت في 9 مايو 1986 في سول في كوريا الجنوبية.

## وصلات خارجية
- يو مي على موقع رابطة محترفات التنس (الإنجليزية)
- يو مي على موقع الاتحاد الدولي لكرة المضرب (الإنجليزية)
- يو مي على موقع كأس بيلي جين كينغ (الإنجليزية)
- يو مي على موقع خلاصة التنس.كوم (الإنجليزية)